# Guo Qing
Guo Qing (chinesisch 郭清, Pinyin Guō Qīng; * 16. Mai 2000) ist eine chinesische Taekwondoin. Sie startet in der Gewichtsklasse bis 49 Kilogramm.

## Erfolge
Guo Qing begann im Alter von zwölf Jahren mit dem Taekwondo und gab 2018 ihr internationales Debüt. 2019 sicherte sie sich ihren ersten Titelgewinn mit dem Gewinn der German Open in Hamburg. Ihre erste Medaille bei einer Großveranstaltung gewann sie bei den World University Games 2021 in Chengdu in der Gewichtsklasse bis 53 Kilogramm, als sie dort den dritten Platz belegte. Im Jahr darauf wurde Liang in der Gewichtsklasse bis 49 Kilogramm zunächst in Chuncheon nach einem Finalsieg gegen Mobina Nematzadeh aus dem Iran Asienmeisterin, ehe sie in Guadalajara nach einer Niederlage im Finalkampf gegen Daniela Souza aus Mexiko Vizeweltmeisterin wurde. Die 2023 ausgetragenen Asienspiele 2022 in Hangzhou schloss sie in derselben Gewichtsklasse ebenfalls auf dem zweiten Platz ab. Im Finale unterlag sie der Thailänderin Panipak Wongpattanakit mit 1:2.
Bei den Olympischen Spielen 2024 in Paris erreichte Guo in ihrer Konkurrenz nach einem 2:0-Auftakterfolg gegen die für das Flüchtlingsteam startende Dina Pouryounes das Viertelfinale, in dem sie die Türkin Merve Dinçel Kavurat ebenfalls mit 2:0 bezwang. Auch gegen Mobina Nematzadeh gelang Guo im Halbfinale ein 2:0-Sieg, sodass sie ins Finale gegen Panipak Wongpattanakit einzog. Wie schon bei den Asienspielen unterlag sie der Thailänderin mit 1:2 und erhielt damit die Silbermedaille.
Sie studiert an der Sport-Universität Peking.